# Charlotte Joachime van Bourbon
Charlotte Joachime Theresia van Spanje (Portugees: Carlota Joaquina de Bourbon e Bourbon, Spaans: Carlota Joaquina de Borbon y Borbon) (Aranjuez, (Spanje), 25 april 1775 — Paleis van Queluz, (Portugal), 7 januari 1830) was koningin van Portugal van 1816 tot 1826 als vrouw van koning Johan VI van Portugal.

## Infante van Spanje, en huwelijk
Ze werd geboren als oudste dochter van koning Karel IV van Spanje en koningin Maria Louisa van Parma. Haar grootouders aan vaderskant waren koning Karel III van Spanje (derde zoon van koning Filips V van Spanje) en koningin Maria Amalia van Saksen (dochter van August III van Polen). Haar grootouders aan moederskant waren Filips van Parma (vierde zoon van koning Filips V van Spanje) en prinses Louise Elisabeth van Frankrijk (oudste dochter van koning Lodewijk XV van Frankrijk).

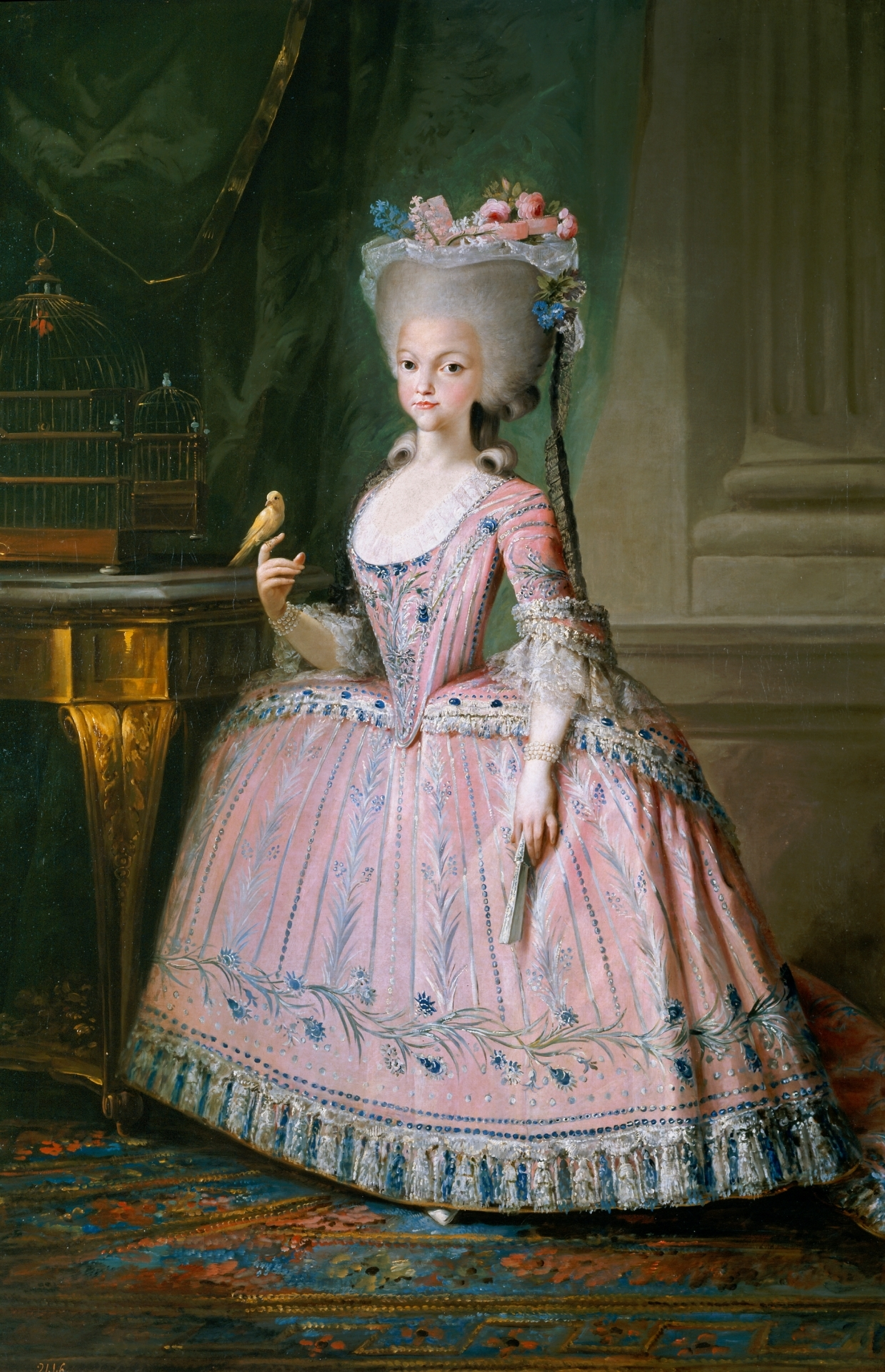
Charlotte Joachime, infante van Spanje
(1785), Mariano Salvador Maella, Prado

Ze werd geboren in Aranjuez, een stad ongeveer 47 kilometer ten zuiden van Madrid. Op 8 mei 1785 werd Charlotte uitgehuwelijkt aan de latere koning Johan VI van Portugal (eveneens koning van Brazilië), de tweede zoon van koningin Maria I van Portugal en de in 1786 overleden koning-gemaal Peter III van Portugal. Charlotte was toen 10 jaar oud en Johan was 18 jaar. Op 9 januari 1790 traden Johan en Charlotte officieel in het huwelijk met een huwelijksvoltrekking in Lissabon.
Toen op 11 september 1788 Johans oudere broer, José Francisco, prins van Brazilië overleed, werd Johan troonopvolger en de erfgenaam van zijn moeder. Niet lang daarna kreeg hij de titels prins van Brazilië en hertog van Bragança. Vanaf 1788 tot 1816 was Charlotte beter bekend als de prinses van Brazilië.
Van Charlotte Joachime werd gezegd dat zij te ambitieus en te gewelddadig zou zijn. Haar kenmerken werden gerapporteerd en ze werd als lelijk en te klein bevonden, maar blijkbaar niet zo klein als een dwerg. 

## Brazilië
In Brazilië heeft prinses Charlotte Joachime pogingen gedaan om de Spaanse gebiedsdelen in Latijns-Amerika te regeren. Spanje zelf was immers ingenomen door keizer Napoleon I en diens broer was aangesteld als koning José. Haar vader, Karel IV, en haar broer (later Ferdinand VII), werden door Napoleon in Frankrijk gevangen gehouden. Ze benoemde zichzelf tot erfgename van haar in gevangenschap levende familie. Naar verluidt maakte zij plannen om legers te sturen met als doel Buenos Aires te bezetten en het noorden van Argentinië, zodoende om zichzelf tot Koningin van La Plata te benoemen. De Portugees-Braziliaanse strijdkrachten slaagden er echter alleen in om delen van de oostelijke oever van de rivier Cisplatina te veroveren, die onderdeel bleven van het rijk tot deze zich in 1828 afsplitsten als de Republiek ten Oosten van de Uruguay.

## Terug in Portugal
Toen de Portugese koninklijke familie terugkeerde naar Portugal in 1821, na een afwezigheid van meer dan 14 jaar, kwam Charlotte Joachime terug in een land dat veel was veranderd sinds hun vlucht. Vanaf 1807 had Portugal stabiel geleefd onder een absolutistisch regime. De troepen van keizer Napoleon hadden wel revolutionaire ideeën naar het land gebracht. In 1820 begon er een liberale revolutie in Porto. De Cortes had een constitutie afgekondigd en in 1821 gaven zij Portugal zijn eerste grondwet. In het inheemse Spanje van Charlotte waren er gelijkaardige ontwikkelingen in 1812 geweest. De koningin had aartsconservatieve opvattingen en wilde een kordate regering in Portugal. Haar man wilde echter niet afstappen van zijn geloften aan de grondwet. Charlotte Joachime vormde een alliantie met haar jongste zoon, infant Michaël, die zijn moeders conservatieve ideeën deelde. In 1824 gebruikte Charlotte Joachime de positie van haar zoon als bevelhebber in het leger en Charlotte en Michaël grepen de macht, en hielden de koning gevangen in diens paleis. Daar probeerde Charlotte haar man tot een abdicatie te dwingen, op die manier kon haar zoon Michaël koning worden. Johan VI kreeg echter hulp van de Britten, behield zo zijn troon en dwong Michaël om het land te verlaten. Ook de koningin moest in ballingschap gaan, dit was echter maar voor een korte periode.
Kort voor koning Johans dood benoemde hij zijn dochter, infante Isabella Maria als regentes, een positie die normaal gesproken wordt ingenomen door de douairière-koningin. De benoeming van Isabella Maria was niet zo vreemd; zij was een aanhanger van haar vader en haar oudste broer. Ze werd ook wel als de lievelingsdochter van Johan VI gezien. Op 10 maart 1826 stierf koning Johan VI. Hij werd opgevolgd door zijn oudste zoon, Peter.
Charlotte Joachime stierf uiteindelijk op 7 januari 1830 op 55-jarige leeftijd.
Zij was een dame in de Maria-Luisa-Orde van Spanje.

## Kinderen

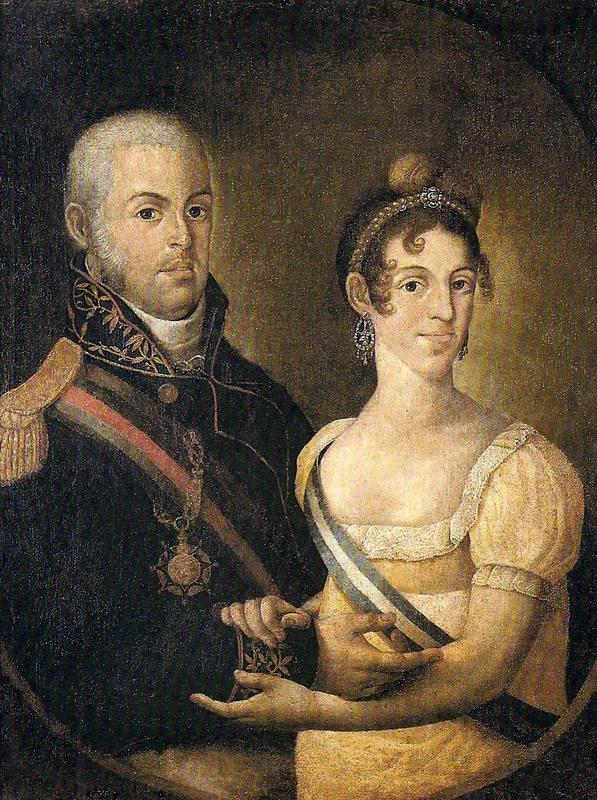
Portret van Charlotte Joachime en Johan VI
(ca.1815), Manuel Dias de Oliveira, Museu Histórico Nacional (Rio de Janeiro)

Uit het huwelijk van Charlotte Joachime en Johan VI werden de volgende kinderen geboren:
- Maria Theresia (29 april 1793 - 17 januari 1874), in 1810 gehuwd met Peter van Spanje (1786-1812) en in 1838 met de weduwnaar van haar zus Maria Franscisca, Karel van Bourbon (1788-1855), een zoon van koning Karel IV van Spanje en carlistisch troonpretendent.
- Frans Anton Pius (21 maart 1795 - 11 juni 1801).
- Maria Isabella (19 mei 1797 - 26 december 1818), die in 1816 huwde met haar oom, koning Ferdinand VII van Spanje (1784-1833)
- Peter (12 oktober 1798 - 24 september 1834), werd in 1822 keizer van Brazilië en in 1826 koning van Portugal. Huwde tweemaal, eerst met Leopoldina van Oostenrijk en daarna met Amélie van Leuchtenberg.
- Maria Francisca (22 april 1800 - 4 september 1834), in 1816 gehuwd met Karel van Bourbon (1788-1855)
- Isabella Maria (4 juli 1801 - 22 april 1876), bleef ongehuwd en werd later regentes van Portugal.
- Michaël (26 oktober 1802 - 14 november 1866), koning van Portugal van 1828 tot 1834; trouwde met Adelheid van Löwenstein-Wertheim-Rosenberg.
- Maria Assunção (25 juli 1805 - 7 januari 1834)
- Anna de Jezus (23 december 1806 - 22 juni 1857), in 1827 gehuwd met Nuno José Severo de Mendoça Rolim de Moura Barreto (1804-1875).

## Kwartierstaat (voorouders)
| August III van Polen (1696-1763)           | August III van Polen (1696-1763)           | August III van Polen (1696-1763)           | August III van Polen (1696-1763)           | August III van Polen (1696-1763)           | August III van Polen (1696-1763)           |                                     |                                     | Maria Josepha van Oostenrijk (1699-1757) | Maria Josepha van Oostenrijk (1699-1757) | Maria Josepha van Oostenrijk (1699-1757) | Maria Josepha van Oostenrijk (1699-1757) | Maria Josepha van Oostenrijk (1699-1757) | Maria Josepha van Oostenrijk (1699-1757) |                                 |                                 | Filips V van Spanje (1683–1746)      | Filips V van Spanje (1683–1746)      | Filips V van Spanje (1683–1746)      | Filips V van Spanje (1683–1746)      | Filips V van Spanje (1683–1746)      | Filips V van Spanje (1683–1746)      |  |  | Elisabetta Farnese (1692-1766)       | Elisabetta Farnese (1692-1766)       | Elisabetta Farnese (1692-1766)       | Elisabetta Farnese (1692-1766)       | Elisabetta Farnese (1692-1766)       | Elisabetta Farnese (1692-1766)       |                                    |                                    | Lodewijk XV van Frankrijk (1710-1774)      | Lodewijk XV van Frankrijk (1710-1774)      | Lodewijk XV van Frankrijk (1710-1774)      | Lodewijk XV van Frankrijk (1710-1774)      | Lodewijk XV van Frankrijk (1710-1774)      | Lodewijk XV van Frankrijk (1710-1774)      |                                            |                                            | Maria Leszczyńska (1703-1768)              | Maria Leszczyńska (1703-1768)              | Maria Leszczyńska (1703-1768)          | Maria Leszczyńska (1703-1768)          | Maria Leszczyńska (1703-1768)          | Maria Leszczyńska (1703-1768)          |  |  |                      |                      |                      |                      |                      |                      |
| August III van Polen (1696-1763)           | August III van Polen (1696-1763)           | August III van Polen (1696-1763)           | August III van Polen (1696-1763)           | August III van Polen (1696-1763)           | August III van Polen (1696-1763)           |                                     |                                     | Maria Josepha van Oostenrijk (1699-1757) | Maria Josepha van Oostenrijk (1699-1757) | Maria Josepha van Oostenrijk (1699-1757) | Maria Josepha van Oostenrijk (1699-1757) | Maria Josepha van Oostenrijk (1699-1757) | Maria Josepha van Oostenrijk (1699-1757) |                                 |                                 | Filips V van Spanje (1683–1746)      | Filips V van Spanje (1683–1746)      | Filips V van Spanje (1683–1746)      | Filips V van Spanje (1683–1746)      | Filips V van Spanje (1683–1746)      | Filips V van Spanje (1683–1746)      |  |  | Elisabetta Farnese (1692-1766)       | Elisabetta Farnese (1692-1766)       | Elisabetta Farnese (1692-1766)       | Elisabetta Farnese (1692-1766)       | Elisabetta Farnese (1692-1766)       | Elisabetta Farnese (1692-1766)       |                                    |                                    | Lodewijk XV van Frankrijk (1710-1774)      | Lodewijk XV van Frankrijk (1710-1774)      | Lodewijk XV van Frankrijk (1710-1774)      | Lodewijk XV van Frankrijk (1710-1774)      | Lodewijk XV van Frankrijk (1710-1774)      | Lodewijk XV van Frankrijk (1710-1774)      |                                            |                                            | Maria Leszczyńska (1703-1768)              | Maria Leszczyńska (1703-1768)              | Maria Leszczyńska (1703-1768)          | Maria Leszczyńska (1703-1768)          | Maria Leszczyńska (1703-1768)          | Maria Leszczyńska (1703-1768)          |  |  |                      |                      |                      |                      |                      |                      |
|                                            |                                            |                                            |                                            |                                            |                                            |                                     |                                     |                                          |                                          |                                          |                                          |                                          |                                          |                                 |                                 |                                      |                                      |                                      |                                      |                                      |                                      |  |  |                                      |                                      |                                      |                                      |                                      |                                      |                                    |                                    |                                            |                                            |                                            |                                            |                                            |                                            |                                            |                                            |                                            |                                            |                                        |                                        |                                        |                                        |  |  |                      |                      |                      |                      |                      |                      |
|                                            |                                            |                                            |                                            |                                            |                                            |                                     |                                     |                                          |                                          |                                          |                                          |                                          |                                          |                                 |                                 |                                      |                                      |                                      |                                      |                                      |                                      |  |  |                                      |                                      |                                      |                                      |                                      |                                      |                                    |                                    |                                            |                                            |                                            |                                            |                                            |                                            |                                            |                                            |                                            |                                            |                                        |                                        |                                        |                                        |  |  |                      |                      |                      |                      |                      |                      |
|                                            |                                            |                                            |                                            | Maria Amalia van Saksen (1724-1760)        | Maria Amalia van Saksen (1724-1760)        | Maria Amalia van Saksen (1724-1760) | Maria Amalia van Saksen (1724-1760) | Maria Amalia van Saksen (1724-1760)      | Maria Amalia van Saksen (1724-1760)      |                                          |                                          |                                          |                                          |                                 |                                 | Karel III van Spanje (1716-1788)     | Karel III van Spanje (1716-1788)     | Karel III van Spanje (1716-1788)     | Karel III van Spanje (1716-1788)     | Karel III van Spanje (1716-1788)     | Karel III van Spanje (1716-1788)     |  |  | Filips van Parma (1720-1765)         | Filips van Parma (1720-1765)         | Filips van Parma (1720-1765)         | Filips van Parma (1720-1765)         | Filips van Parma (1720-1765)         | Filips van Parma (1720-1765)         |                                    |                                    |                                            |                                            |                                            |                                            | Louise Elisabeth van Frankrijk (1727-1759) | Louise Elisabeth van Frankrijk (1727-1759) | Louise Elisabeth van Frankrijk (1727-1759) | Louise Elisabeth van Frankrijk (1727-1759) | Louise Elisabeth van Frankrijk (1727-1759) | Louise Elisabeth van Frankrijk (1727-1759) |                                        |                                        |                                        |                                        |  |  |                      |                      |                      |                      |                      |                      |
|                                            |                                            |                                            |                                            | Maria Amalia van Saksen (1724-1760)        | Maria Amalia van Saksen (1724-1760)        | Maria Amalia van Saksen (1724-1760) | Maria Amalia van Saksen (1724-1760) | Maria Amalia van Saksen (1724-1760)      | Maria Amalia van Saksen (1724-1760)      |                                          |                                          |                                          |                                          |                                 |                                 | Karel III van Spanje (1716-1788)     | Karel III van Spanje (1716-1788)     | Karel III van Spanje (1716-1788)     | Karel III van Spanje (1716-1788)     | Karel III van Spanje (1716-1788)     | Karel III van Spanje (1716-1788)     |  |  | Filips van Parma (1720-1765)         | Filips van Parma (1720-1765)         | Filips van Parma (1720-1765)         | Filips van Parma (1720-1765)         | Filips van Parma (1720-1765)         | Filips van Parma (1720-1765)         |                                    |                                    |                                            |                                            |                                            |                                            | Louise Elisabeth van Frankrijk (1727-1759) | Louise Elisabeth van Frankrijk (1727-1759) | Louise Elisabeth van Frankrijk (1727-1759) | Louise Elisabeth van Frankrijk (1727-1759) | Louise Elisabeth van Frankrijk (1727-1759) | Louise Elisabeth van Frankrijk (1727-1759) |                                        |                                        |                                        |                                        |  |  |                      |                      |                      |                      |                      |                      |
|                                            |                                            |                                            |                                            |                                            |                                            |                                     |                                     |                                          |                                          | Karel IV van Spanje (1748-1819)          | Karel IV van Spanje (1748-1819)          | Karel IV van Spanje (1748-1819)          | Karel IV van Spanje (1748-1819)          | Karel IV van Spanje (1748-1819) | Karel IV van Spanje (1748-1819) |                                      |                                      |                                      |                                      |                                      |                                      |  |  |                                      |                                      |                                      |                                      |                                      |                                      | Maria Louisa van Parma (1751-1819) | Maria Louisa van Parma (1751-1819) | Maria Louisa van Parma (1751-1819)         | Maria Louisa van Parma (1751-1819)         | Maria Louisa van Parma (1751-1819)         | Maria Louisa van Parma (1751-1819)         |                                            |                                            |                                            |                                            |                                            |                                            |                                        |                                        |                                        |                                        |  |  |                      |                      |                      |                      |                      |                      |
|                                            |                                            |                                            |                                            |                                            |                                            |                                     |                                     |                                          |                                          | Karel IV van Spanje (1748-1819)          | Karel IV van Spanje (1748-1819)          | Karel IV van Spanje (1748-1819)          | Karel IV van Spanje (1748-1819)          | Karel IV van Spanje (1748-1819) | Karel IV van Spanje (1748-1819) |                                      |                                      |                                      |                                      |                                      |                                      |  |  |                                      |                                      |                                      |                                      |                                      |                                      | Maria Louisa van Parma (1751-1819) | Maria Louisa van Parma (1751-1819) | Maria Louisa van Parma (1751-1819)         | Maria Louisa van Parma (1751-1819)         | Maria Louisa van Parma (1751-1819)         | Maria Louisa van Parma (1751-1819)         |                                            |                                            |                                            |                                            |                                            |                                            |                                        |                                        |                                        |                                        |  |  |                      |                      |                      |                      |                      |                      |
|                                            |                                            |                                            |                                            |                                            |                                            |                                     |                                     |                                          |                                          |                                          |                                          |                                          |                                          |                                 |                                 |                                      |                                      |                                      |                                      |                                      |                                      |  |  |                                      |                                      |                                      |                                      |                                      |                                      |                                    |                                    |                                            |                                            |                                            |                                            |                                            |                                            |                                            |                                            |                                            |                                            |                                        |                                        |                                        |                                        |  |  |                      |                      |                      |                      |                      |                      |
|                                            |                                            |                                            |                                            |                                            |                                            |                                     |                                     |                                          |                                          |                                          |                                          |                                          |                                          |                                 |                                 |                                      |                                      |                                      |                                      |                                      |                                      |  |  |                                      |                                      |                                      |                                      |                                      |                                      |                                    |                                    |                                            |                                            |                                            |                                            |                                            |                                            |                                            |                                            |                                            |                                            |                                        |                                        |                                        |                                        |  |  |                      |                      |                      |                      |                      |                      |
| Charlotte Joachime van Bourbon (1775-1830) | Charlotte Joachime van Bourbon (1775-1830) | Charlotte Joachime van Bourbon (1775-1830) | Charlotte Joachime van Bourbon (1775-1830) | Charlotte Joachime van Bourbon (1775-1830) | Charlotte Joachime van Bourbon (1775-1830) |                                     |                                     | Maria Amalia van Bourbon (1779-1798)     | Maria Amalia van Bourbon (1779-1798)     | Maria Amalia van Bourbon (1779-1798)     | Maria Amalia van Bourbon (1779-1798)     | Maria Amalia van Bourbon (1779-1798)     | Maria Amalia van Bourbon (1779-1798)     |                                 |                                 | Maria Louisa van Bourbon (1782−1824) | Maria Louisa van Bourbon (1782−1824) | Maria Louisa van Bourbon (1782−1824) | Maria Louisa van Bourbon (1782−1824) | Maria Louisa van Bourbon (1782−1824) | Maria Louisa van Bourbon (1782−1824) |  |  | Ferdinand VII van Spanje (1784-1833) | Ferdinand VII van Spanje (1784-1833) | Ferdinand VII van Spanje (1784-1833) | Ferdinand VII van Spanje (1784-1833) | Ferdinand VII van Spanje (1784-1833) | Ferdinand VII van Spanje (1784-1833) |                                    |                                    | Karel Maria Isidor van Bourbon (1788-1855) | Karel Maria Isidor van Bourbon (1788-1855) | Karel Maria Isidor van Bourbon (1788-1855) | Karel Maria Isidor van Bourbon (1788-1855) | Karel Maria Isidor van Bourbon (1788-1855) | Karel Maria Isidor van Bourbon (1788-1855) |                                            |                                            | Maria Isabella van Bourbon (1789-1848)     | Maria Isabella van Bourbon (1789-1848)     | Maria Isabella van Bourbon (1789-1848) | Maria Isabella van Bourbon (1789-1848) | Maria Isabella van Bourbon (1789-1848) | Maria Isabella van Bourbon (1789-1848) |  |  | 6 broers en 2 zussen | 6 broers en 2 zussen | 6 broers en 2 zussen | 6 broers en 2 zussen | 6 broers en 2 zussen | 6 broers en 2 zussen |

- Catàleg d'autoritats de noms i títols de Catalunya: 981058508809606706
- Gemeinsame Normdatei: 118702343
- International Standard Name Identifier: 0000 0000 8775 7487
- Library of Congress Control Number: no95057573
- Nationale Bibliotheek van Tsjechië: jo20191039525
- Nationale Bibliotheek van Israël: 987007284014805171
- Istituto Centrale per il Catalogo Unico: UBOV504112
- Système universitaire de documentation: 133687821
- Virtual International Authority File: 127422579
- WorldCat: E39PBJkhMwwJFK4whDYrxKbw4q